# West Potomac Park
Het West Potomac Park is een nationaal park in de Amerikaanse hoofdstad Washington aangrenzend aan de National Mall. Het park wordt in het noorden begrensd door de Lincoln Memorial Reflecting Pool. Het strekt zich uit van Lincoln Memorial in het noordwesten tot de grasvelden die Washington Monument omzomen in het noordoosten en Jefferson Memorial in het zuiden. In het West Potomac Park bevinden zich verder nog het National World War II Memorial, het Korean War Veterans Memorial, het District of Columbia War Memorial, het Martin Luther King, Jr. National Memorial, het Franklin Delano Roosevelt Memorial, het George Mason Memorial en de Tidal Basin. Het park is in beheer van de National Park Service.
Het 159,8 ha grote park werd aangelegd van 1881 tot 1912 en werd op 30 november 1973 toegevoegd aan het National Register of Historic Places. Het wordt omgeven door Constitution Ave., 17th Street, Independence Ave., Washington Channel, de Potomac River en Rock Creek Park.
In het park is er aanplanting van sakura of Japanse kerselaars die in 1912 door de burgemeester van Tokio aan de burgemeester van Washington werden geschonken, iets wat tegenwoordig jaarlijks wordt herdacht met het National Cherry Blossom Festival in de lente.

## Indeling
Op dit ingekleurde satellietbeeld van de United States Geological Survey van 26 april 2002 zijn de volgende plaatsen aangeduid:
1. Lincoln Memorial
2. Reflecting Pool
3. National World War II Memorial (ingehuldigd 2004, nog niet afgewerkt in 2002)
4. Washington Monument (maakt zelf geen deel uit van West Potomac Park)
5. Korean War Veterans Memorial
6. District of Columbia War Memorial met direct ten zuiden hiervan het in 2002 nog niet gebouwde Martin Luther King, Jr. National Memorial (ingehuldigd 2011)
7. Franklin Delano Roosevelt Memorial
8. Jefferson Memorial, met 280 m ten zuidwesten hiervan in het verlengde van de parkbrug het George Mason Memorial